# Magomedmurad Gadżijew

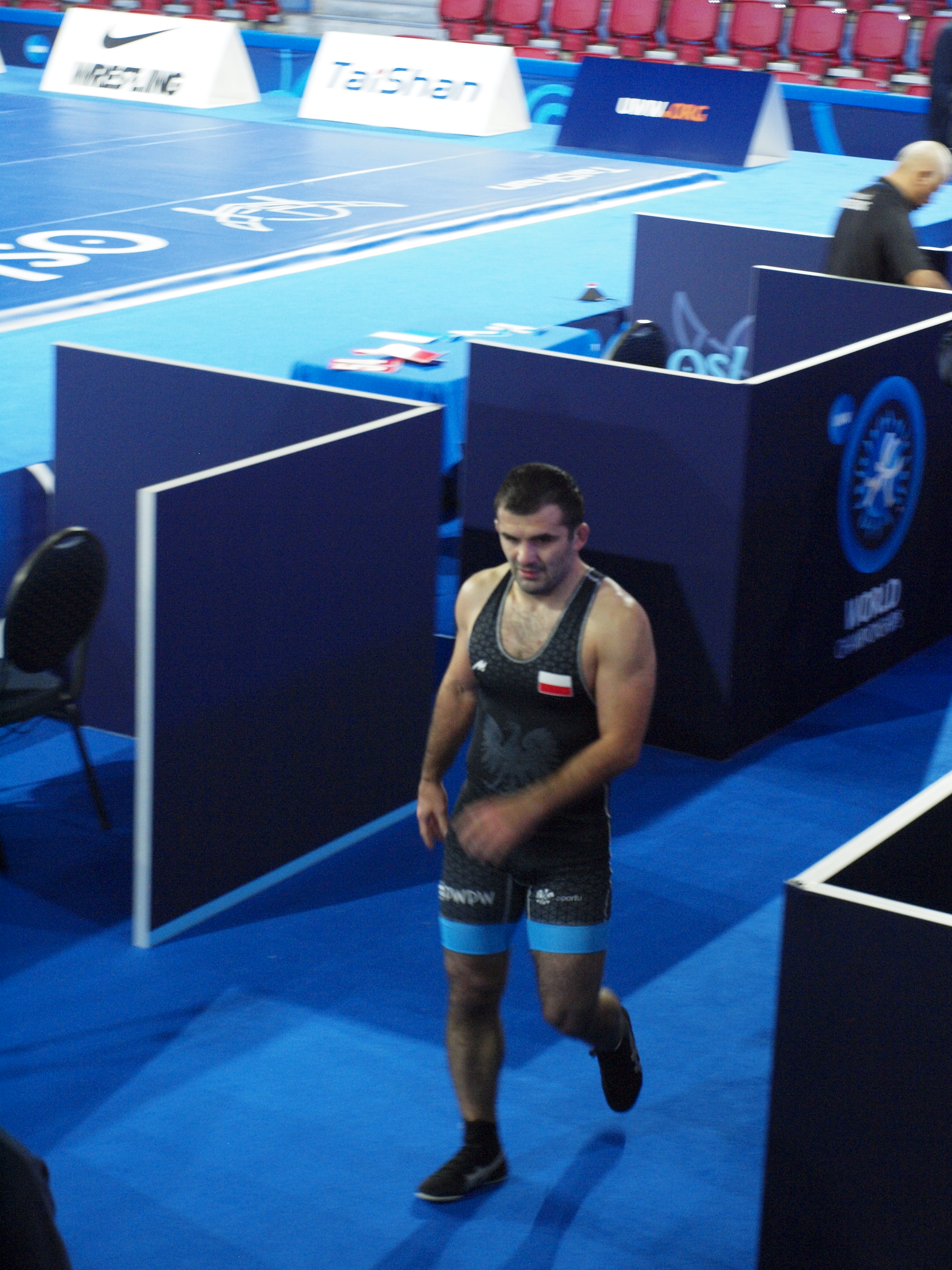
Magomedmurad Gadżijew

Magomedmurad Gadżijew (eigentlich Magomedmurad Saidpaschajewitsch Gadschijew, russisch Магомед Саидпашаевич Гаджиев; * 15. Februar 1988 in Gurbuki, Dagestanische ASSR, Russische SFSR, Sowjetunion) ist ein ehemals (bis 2012) russischer, seit 2014 polnischer Ringer darginischer Herkunft. Er wurde 2015 Silbermedaillengewinner bei den Europaspielen, 2016 und 2020 Europameister und 2021 Weltmeister im freien Stil, jeweils in der Gewichtsklasse bis 70 kg Körpergewicht.

## Werdegang
Magomedmurad Gadschijew begann als Jugendlicher im Jahre 2000 mit dem Ringen. Er gehört dem Sportclub Gadschi Machatschew in Machatschkala an und wurde von Abdulkadir Magomedow und Magomed Dibirow trainiert. Der 1,65 Meter große Athlet trat zu Beginn seiner Karriere im Seniorenbereich vornehmlich im Leichtgewicht, der Gewichtsklasse bis 66 kg Körpergewicht, an und wechselte später in die Klasse bis 70 kg. Er hat studiert und lebte damals in der Region Wolgograd. Er ist nur im freien Stil aktiv.
Als russischer Juniorenmeister 2008 startete er im Jahre 2008 erstmals bei einer internationalen Meisterschaft, der Junioren-Weltmeisterschaft in Istanbul. Er gewann dort mit fünf Siegen den Weltmeistertitel und besiegte dabei u. a. Sandor Toeszer aus Ungarn und Jabrail Hasanow aus Aserbaidschan. Weitere Starts bei internationalen Juniorenmeisterschaften absolvierte er nicht.
Im Jahre 2010 siegte er beim Golden-Grand-Prix in Krasnojarsk im Leichtgewicht vor Adam Batirow und Gasan Magomedow, beide aus Russland. Außerdem belegte er bei der russischen Meisterschaft hinter Alan Gogajew und Asamat Bulatow den 3. Platz. Das ist der einzige Medaillengewinn von Magomedmurad Gadschijew bei einer russischen Seniorenmeisterschaft. 2010 wurde er dann vom russischen Ringerverband auch bei der Europameisterschaft in Baku eingesetzt. Dort siegte er im Leichtgewicht über Juri Poljak aus Israel, Ismail Emin Redzhep aus Bulgarien und Otar Tuschischwili aus Georgien. Im Endkampf verlor er aber gegen Jabrail Hasanow. Er wurde damit Vize-Europameister.
In den Jahren 2011 und 2012 konnte sich Magomedmurad Gadschijew bei den russischen Meisterschaften nicht im Vorderfeld platzieren. Er wurde deshalb in diesen Jahren auch bei keiner weiteren internationalen Meisterschaft eingesetzt. Er erreichte aber bei verschiedenen internationalen Turnieren noch gute Ergebnisse.
Er bewarb sich daraufhin 2013 um die polnische Staatsbürgerschaft und konnte ab 2014 unter dem Namen Gadżijew für Polen starten. In der Gewichtsklasse bis 70 kg wurde er 2015 polnischer Meister, errang bei den Europaspielen 2015 die Silbermedaille und wurde 2016 Europameister. Im April 2016 gewann er in der Gewichtsklasse bis 64 kg das Qualifikationsturnier für die Olympischen Sommerspiele 2016. Da bei diesem Wettkampf in seiner Dopingprobe Spuren von Meldonium entdeckt wurden, wurde sein Ergebnis annulliert und er für Olympia gesperrt. Nach einer Berufung durch den polnischen Ringerverband wurde diese Entscheidung im Juli 2016 zurückgenommen und er erreicht im Olympiaturnier den 16. Platz.
Bei den Ringer-Weltmeisterschaften 2017 (Klasse bis 65 kg) sowie den Ringer-Europameisterschaften 2017 und 2018 (Klasse bis 70 kg) errang er jeweils Silbermedaillen.
2019 konnte er bei den Europameisterschaften in Bukarest und den Weltmeisterschaften in Nur-Sultan Bronzemedaillen gewinnen (jeweils Klasse bis 70 kg). Zudem nahm er in dem Jahr an den Europaspielen in Minsk teil (Klasse bis 74 kg). Bei diesen landete er nach einer Niederlage im Viertelfinale gegen Asamat Nurykau aus Belarus auf Platz 9.
Gadżijew wurde 2020 erneut Europameister. In Rom konnte er in der 70-kg-Klasse im Finalkampf den Aserbaidschaner Ağahüseyn Mustafayev bezwingen. Beim anstatt von den Weltmeisterschaften ausgetragenen Welt-Cup in Belgrad sicherte er sich in der Klasse bis 70 kg ebenfalls die Goldmedaille.
Bei den 2021 in Tokio ausgetragenen Spielen der XXXII. Olympiade erreichte Magomedmurad Gadżijew in der Klasse bis 65 kg Rang 16. In demselben Jahr wurde er in Oslo erstmals Weltmeister (Klasse bis 70 kg). Nach dem Erfolg beendete er im Alter von 33 Jahren seine internationale Karriere.
Magomedmurad Gadżijew war auch viele Jahre in der 1. und 2. Ringer-Bundesliga aktiv. So gewann er 2018, 2019 und 2020 die Mannschaftsmeisterschaften mit dem SV Wacker Burghausen, bei dem er seit 2023 als Trainer beschäftigt ist.

## Internationale Erfolge
| Jahr | Platz | Wettbewerb                                               | Gewichtsklasse | Ergebnisse |
| ---- | ----- | -------------------------------------------------------- | -------------- | --- |
| 2008 | 1.    | Junioren-WM in Istanbul                                  | Leicht         | nach Siegen über Susmiyanto, Indonesien, Tomasz Rogitz, Polen, Pürewdschawyn Önörbat, Mongolei, Sandor Toeszer, Ungarn und Jabrail Hasanow, Aserbaidschan                                                   |
| 2009 | 3.    | Iwan-Jarygin-Memorial in Krasnojarsk                     | Leicht         | hinter Amir Berukow und Rasul Dschukajew, beide Russland |
| 2009 | 5.    | Takhti-Cup in Esfahan                                    | Leicht         | Sieger: Saeid Dadashpourkriklaei vor Nasrullah Fadaei, beide Iran |
| 2010 | 1.    | Golden-Grand-Prix (Iwan-Jarygin-Memorial) in Krasnojarsk | Leicht         | vor Adam Batirow und Gasan Magomedow, beide Russland |
| 2010 | 2.    | EM in Baku                                               | Leicht         | nach Siegen über Juri Poljak, Israel, Esmail Emin Redzhep, Bulgarien, Otar Tuschischwili, Georgien und Jabrail Hasanow                                                                                      |
| 2010 | 1.    | Great-Britain-Cup in Sheffield                           | Leicht         | vor Stephen Rennals, Kanada und Sascha Büchner, Deutschland |
| 2010 | 3.    | Ramsan-Kadyrow-Cup in Grosny                             | Leicht         | hinter Magomedgadschi Abakarow und Akraman Gussigow, beide Russland |
| 2010 | 1.    | New-York-Athletic-Club-International                     | Leicht         | vor Haislan Garcia Veranes, Kuba |
| 2011 | 3.    | Golden-Grand-Prix in Krasnojarsk                         | Leicht         | hinter Adam Batirow und Tatsuhiro Yonemitsu, Japan |
| 2011 | 1.    | Dave-Schultz-Memorial in Colorado Springs                | Welter         | vor Ryan Morningstar, USA und Matthew Gentry, Kanada |
| 2011 | 9.    | Welt-Cup in Machatschkala                                | Leicht         | nach nur zwei Einsätzen in der russischen Mannschaft in fünf Kämpfen; mit der Mannschaft Turniersieger |
| 2011 | 10.   | Golden-Grand-Prix in Baku                                | Leicht         | Sieger: Jabrail Hasanow vor Schalwa Musiaschwili, Georgien und Muhammad Ilham, Türkei |
| 2011 | 1.    | Moscow Lights                                            | Leicht         | vor Soslan Ramonow, Russland, Emin Asisow, Aserbaidschan und Leonid Basan, Bulgarien |
| 2012 | 2.    | Stjepan-Sarkisjan-Memorial in Vanadzor                   | Leicht         | hinter Dawit Apojan, Armenien, vor Koba Kakaladse, Georgien und Armen Hakobjan, Armenien |
| 2015 | 2.    | Europaspiele in Baku                                     | bis 70 kg      | nach Siegen über Miroslaw Kirow, Bulgarien, Ruslan Dibirgadschijew, Aserbaidschan, Zsombor Gulyás, Ungarn, Dawit Tlaschadse, Georgien, und einer Finalniederlage gegen Magomedrasul Gazimagomedow, Russland |
| 2015 | 7.    | WM in Paradise                                           | bis 65 kg      | Sieg über Mihail Sava, Moldau, und Niederlagen gegen Frank Chamizo, Italien, und Toghrul Asgarov, Aserbaidschan                                                                                             |
| 2016 | 1.    | EM in Riga                                               | bis 70 kg      | nach Siegen über Saurbek Sidakow, Russland, Muhammed İlkhan, Türkei, Dawit Safarjan, Armenien, Asamat Nurykau und Dawit Tlaschadse, Georgien                                                                |
| 2016 | 16.   | OS in Rio de Janeiro                                     | bis 65 kg      | Niederlage gegen Frank Molinaro, Vereinigte Staaten |
| 2017 | 2.    | EM in Novi Sad                                           | bis 70 kg      | nach Siegen über Nikolaj Kurtew, Bulgarien, Semen Radulow, Ukraine, Israil Kassumow, Russland, und einer Finalniederlage gegen Frank Chamizo                                                                |
| 2017 | 2.    | WM in Paris                                              | bis 65 kg      | nach Siegen über Haislan Garcia, Kanada, Kim Kuk-gwang, Nordkorea, Asamat Nurykau, Alejandro Valdés, Kuba, und einer Finalniederlage gegen Surabi Iakobischwili, Georgien                                   |
| 2018 | 2.    | EM in Kaspijsk                                           | bis 70 kg      | nach Siegen über Asamat Nurykau, Haydar Yavuz, Türkei, Murtuzəli Müslümov, Aserbaidschan, und einer Finalniederlage gegen Magomed Kurbanalijew, Russland                                                    |
| 2018 | 15.   | WM in Budapest                                           | bis 65 kg      | Sieg über Wolodja Franguljan, Armenien, und Niederlage gegen Tömör-Otschiryn Tulga, Mongolei |
| 2019 | 3.    | EM in Bukarest                                           | bis 70 kg      | hinter Mustafa Kaya, Türkei, und Ağahüseyn Mustafayev, Aserbaidschan |
| 2019 | 9.    | Europaspiele in Minsk                                    | bis 74 kg      | Sieger: Saurbek Sidakow |
| 2019 | 3.    | WM in Nur-Sultan                                         | bis 70 kg      | hinter Dawid Bajew, Russland, und Nurqoscha Qaipanow, Kasachstan |
| 2020 | 1.    | EM in Rom                                                | bis 70 kg      | Siege über Haydar Yavuz, Mirsa Schuluchia, Georgien, und Ağahüseyn Mustafayev |
| 2020 | 1.    | Welt-Cup in Belgrad                                      | bis 70 kg      | vor Haydar Yavuz |
| 2021 | 16.   | OS in Tokio                                              | bis 65 kg      | ein Sieg über Georgios Pilidis, Griechenland, und eine Niederlage gegen Gadschimurad Raschidow, Russland |
| 2021 | 1.    | WM in Oslo                                               | bis 70 kg      | nach Siegen über Nicolae Cojocaru, Vereinigtes Königreich, Carlos Romero, Chile, Surabi Iakobischwili, Georgien, Turan Bayramov, Aserbaidschan, und Ernasar Akmatalijewdi, Kirgisistan                      |

Erläuterungen
- alle Wettkämpfe im freien Stil
- WM = Weltmeisterschaft, EM = Europameisterschaft, OS = Olympische Sommerspiele